# Grip (cuervo)
Grip era un cuervo parlante que Charles Dickens tenía como mascota. Inspiró un personaje del mismo nombre en la novela Barnaby Rudge de Dickens y generalmente se considera que inspiró al pájaro titular del poema de Edgar Allan Poe "El cuervo".
Grip vivía con la familia Dickens en su casa en 1 Devonshire Terrace, Marylebone. Podía repetir varias frases, enterraba monedas y queso en el jardín y mordía a menudo a la gente, incluido el cochero y los niños. Después de un incidente en el que Grip mordió a uno de los hijos de Dickens, fue desterrada al cobertizo.
Grip murió en 1841, probablemente por saturnismo después de consumir una gran cantidad de pintura con plomo. Tras una necropsia, Dickens mandó disecarla y la colocó sobre su escritorio. La reemplazó con otro cuervo al que también llamó Grip. El ave disecada pasó por las manos de varios coleccionistas después de la muerte de Dickens y ahora se exhibe en el Departamento de Libros Raros de la Biblioteca Pública de Filadelfia.

## La vida en Londres
Grip era una hembra de cuervo grande (Corvus corax), nacida en Inglaterra c. 1839. Charles Dickens pudo haber estado considerando incluir un cuervo como personaje en su novela Barnaby Rudge ya en 1839. Después de anunciar a sus vecinos que le gustaban los cuervos, Grip fue descubierta en un "modesto retiro" en Londres por Frederick Ash y regalada a Dickens.

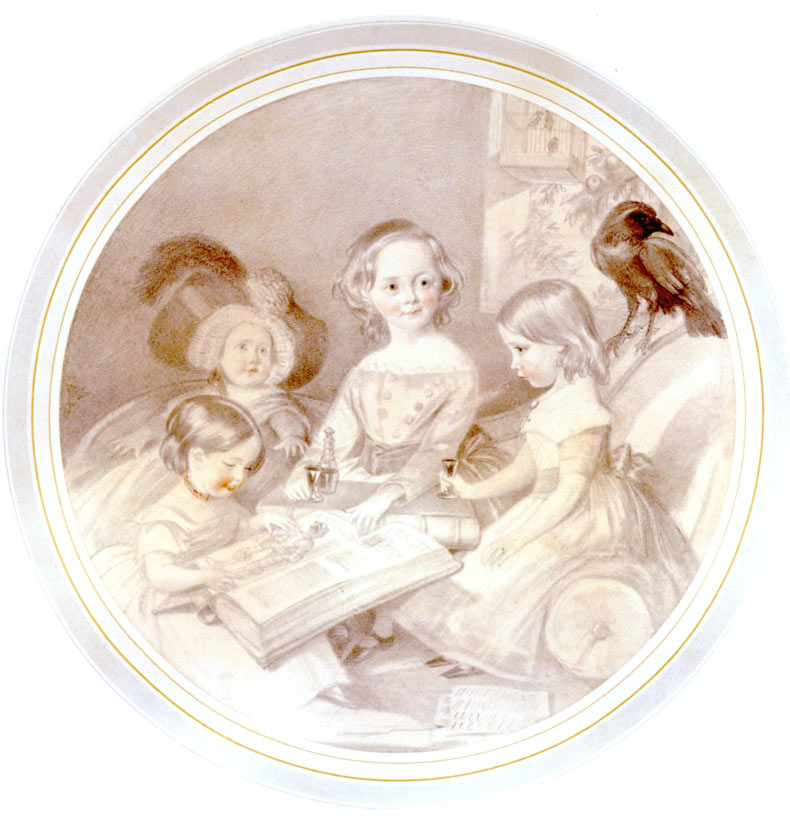
Un retrato de Daniel Maclise de los hijos de Dickens con lo que probablemente sea el tercer cuervo llamado Grip.

Dickens nombró al cuervo Grip y vivía con la familia Dickens en 1 Devonshire Terrace, en Marylebone, cerca de Regent's Park. La primera mención de Grip fue en una carta de Dickens a su amigo Daniel Maclise el 13 de febrero de 1840 en la que bromeaba: "Aquí no amo a nadie más que al cuervo, y solo lo amo porque parece no tener ningún sentimiento en común con nadie".
Grip era tratada como una mascota familiar en casa de los Dickens, se le permitía deambular libremente como un gato o un perro. Llegó a medir 45 centímetros de largo y su envergadura era de al menos 63 centímetros.
Era un pájaro parlante y sabía varias frases, siendo su favorita "hola, vieja". Es posible que también haya usado algunas de las frases que usó el personaje Grip en Barnaby Rudge de Dickens, que incluyen "Polly, pon la tetera, todos tomaremos té"; "Mantén el ánimo", y "guau, guau, guau".
Enterró monedas de medio penique y queso en el jardín exterior de la casa. En una carta a Angela Burdett-Coutts, Dickens relató cómo el pájaro también había enterrado varias patatas crudas, un cepillo y un gran martillo que se pensaba había sido robado a un carpintero.
Grip era conocida por "arruinar caballos, mascotas y niños en la casa de Dickens". Aterrorizaba al perro de la familia Dickens, un Terranova, robándole la cena debajo de él, y una vez le dio un "mordisco desagradable" al hombre que cuidaba los caballos. Grip también mordió los tobillos de los niños. Después de un incidente en el que Grip mordió a uno de los niños, Catherine Dickens insistió en que el cuervo viviera en el cobertizo. A partir de entonces, Grip durmió en la cochera, "generalmente a caballo".
Grip usó su pico para arrancar secciones de superficies pintadas, un comportamiento típico de los córvidos. El carruaje de la familia estaba entre sus objetivos.

## Saturnismo y muerte
En algún momento de 1840, el establo donde dormía Grip estaba recién pintado. Grip notó la cuidadosa atención que los pintores le habían dedicado a la pintura, y después de que fueron a cenar, bebió la pintura blanca que habían dejado atrás. La pintura tenía una base de plomo y, según Dickens, Grip comió "una libra o dos de albayalde".
Grip se recuperó, pero enfermó en marzo de 1841. Se llamó a un veterinario, que le administró "una poderosa dosis de aceite de ricino" al cuervo. Dickens inicialmente creyó que la medicina había funcionado, ya que Grip mordió al cochero, lo que indicaba que había recuperado su personalidad habitual. Si bien Grip pudo ingerir gachas calientes a la mañana siguiente, su recuperación no duró y murió el 12 de marzo de 1841.
Dickens recordó la muerte de Grip en una carta a Daniel Maclise:

"Cuando el reloj dio las doce, pareció ligeramente agitado, pero pronto se recuperó. Caminó dos o tres veces a lo largo de la cochera, se detuvo a ladrar, se tambaleó, exclamó 'Hola, vieja' (su expresión favorita) y murió. Se comportó en todo momento con una fortaleza, ecuanimidad y dominio de sí mismo, dignos de admiración ... Los niños parecieron alegrarse bastante. Les mordió los tobillos. Pero eso era un juego."

El propio Dickens sospechaba que Grip había sido víctima de envenenamiento intencional, señalando a un "carnicero malicioso" y al editor Charles Knight. Encargó un examen post mortem del cuervo, realizado en la escuela de anatomía de un tal Sr. Herring.

## Como inspiración literaria
Dickens escribió sobre su idea de retratar a Grip como un personaje en su libro Barnaby Rudge en una carta del 28 de enero de 1841 al artista George Cattermole. Dickens comentó: "Siendo Barnaby un idiota, mi idea es tenerlo siempre en compañía de un cuervo como mascota, que sabe mucho más que él. Con este fin, he estado estudiando a mi pájaro y creo que podría crear un personaje muy peculiar de él".

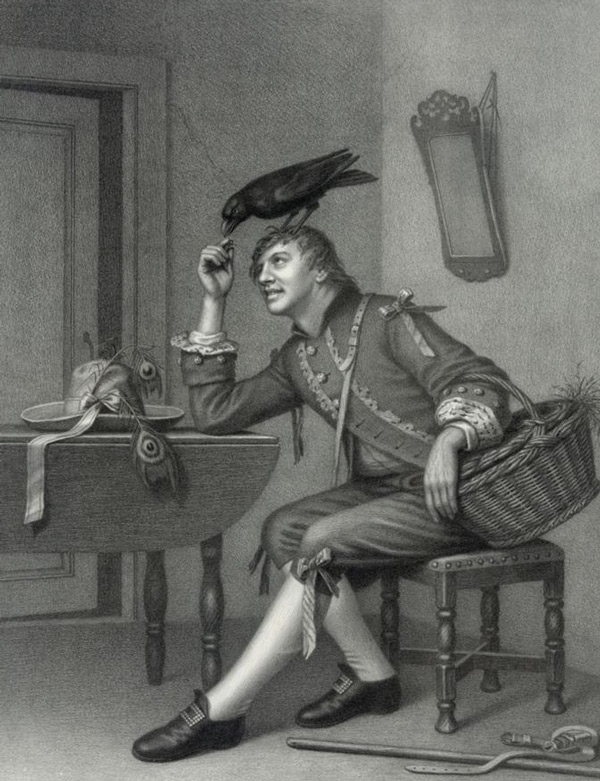
El personaje Barnaby Rudge con Grip posado sobre su cabeza

Edgar Allan Poe escribió dos reseñas de la novela serializada para Graham's Magazine, primero en mayo de 1841 después de que se publicaran tres entregas y luego en febrero de 1842 después de la conclusión de la novela. Poe disfrutó del personaje de Grip, pero consideró Barnaby Rudge como una novela de misterio fallida y calificó el desenlace de "extremadamente flojo e ineficaz". Él escribió:

También el cuervo, por muy divertido que sea, podría haber sido más de lo que lo vemos, una parte de la concepción del fantástico Barnaby. Su graznido podría haber sido oído proféticamente en el transcurso del drama. Su carácter podría haber desempeñado, con respecto al del idiota, un papel muy similar al que tiene, en la música, el acompañamiento con respecto a la melodía. Cada uno podría haber diferido notablemente del otro. Sin embargo, entre ellos podría haberse forjado una semejanza analógica, y aunque cada uno podría haber existido por separado, podrían haber formado juntos un todo que habría sido imperfecto en ausencia de uno de ellos.

Durante el viaje de Dickens a los Estados Unidos en 1842, él y Poe se encontraron dos veces en Filadelfia. Dickens había traído un retrato de sus hijos y Grip. Se decía que Poe estaba "encantado" de saber que Grip estaba basado en un pájaro real.
Poe escribió "El cuervo" dos años después de que Dickens visitara Filadelfia y "ambos se conocieron y se quejaron de la infracción de los derechos de autor", según el profesor de la Universidad La Salle Edward G. Pettit.
Los estudiosos de Poe generalmente consideran que el personaje de Grip y el propio cuervo inspiraron su poema de 1845 "El cuervo". Poe publicó por primera vez "El cuervo" en enero de 1845 en el New York Evening Mirror.

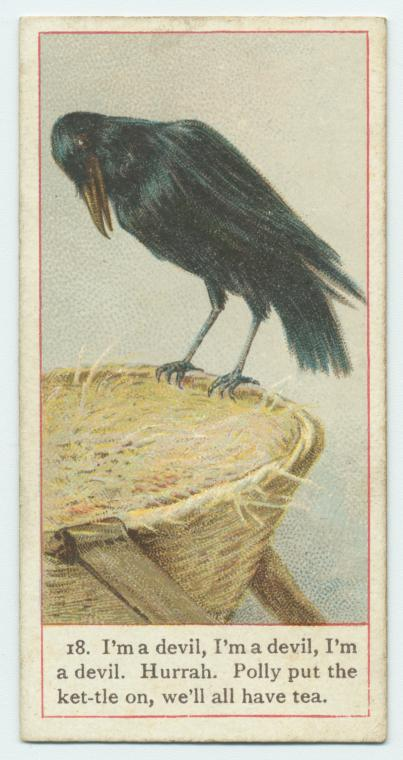
Una tarjeta coleccionable de cigarrillos que representa el Grip de Barnaby Rudge, pronunciando algunas de sus frases favoritas; década de 1880.

Las similitudes entre el cuervo de Poe y el personaje de Grip de Dickens generaron comentarios de muchos críticos y estudiosos de la literatura. Un pareado en A Fable for Critics de James Russell Lowell de 1848 vincula el Cuervo de Poe con el Grip de Dickens: "Ahí viene Poe con su cuervo, como Barnaby Rudge, / Tres quintos de él genio y dos quintos puro engaño".
Las declaraciones de "Nunca más" del cuervo de Poe tienen una similitud con las frases hechas de Grip, "Nunca digas morir" y "Nadie".
Al final del quinto capítulo de Barnaby Rudge, Grip hace un ruido y alguien pregunta: "¿Qué fue eso? ¿Llaman a la puerta?" Otro personaje responde: "Es alguien que golpea suavemente la contraventana". Este lenguaje se parece a las líneas del poema de Poe: "Mientras yo asentía, casi durmiendo, de repente se oyó un golpeteo, como si alguien golpeara suavemente, golpeando en la puerta de mi cuarto".

## Taxidermia y cuervos de reemplazo
Después de la muerte de Grip en 1841, Dickens hizo que un taxidermista la rellenara, la tratara con arsénico, y la montara en una rama dentro de una vitrina de 27" x 25". Para confeccionar la vitrina, Dickens proporcionó ramas de su casa de campo, Gads Hill Place.
Se dice que Dickens colocaba a Grip encima de su escritorio en su estudio o en la repisa de la chimenea de su biblioteca. El cuervo permaneció allí hasta la muerte de Dickens en 1870.

## Otros Grips
Después de la muerte de Grip, Dickens consiguió un nuevo cuervo al que también llamó Grip, así como un águila. El segundo cuervo procedía de un pub en Yorkshire. Dickens escribió que el pájaro era bastante más tonto que el anterior y su hija Mary mencionó en sus memorias que el segundo Grip era "travieso e insolente".
El tercer Grip fue descrito por el hijo de Dickens, Henry Fielding Dickens, como uno que dominaba a las otras mascotas de la familia, incluido su perro Turk, un mastín que permitía que el cuervo comiera su comida.

## Subasta de cadáver disecado
Tras la muerte de Dickens en 1870, el cuervo disecado fue vendido en una subasta de Christie's junto con sus otras posesiones. El cuervo se registró como "El cuervo favorito del Sr. Dickens, en una caja acristalada". Según los periódicos londinenses de la época, Grip fue "objeto de una rivalidad acalorada en la sala de ventas de Christie". Un periódico informó que:

"El valor de este espécimen ornitológico en cualquier tienda de segunda mano común podría haber sido de cinco chelines más o menos, pero el cuervo disecado en particular vendido el sábado solo pudo ser adquirido por el comprador por una suma de ciento veinte guineas".

George Swan Nottage la compró por 120 guineas. Como propietario de la London Stereoscopic and Photographic Company, es posible que haya comprado el cuervo para crear imágenes estereoscópicas de ella. Su esposa heredó a Grip tras su muerte en 1885, y cuando ella murió en 1916, el cuervo fue subastado nuevamente, esta vez por 78 guineas. Grip luego pasó a manos del propietario de una librería de segunda mano, Walter Thomas Spencer, antes de ser comprado por Ralph Tennyson Jupp, un coleccionista de Dickensiana. Jupp murió en 1921 y Grip se vendió por 310 dólares en las Anderson Galleries de Nueva York. Finalmente fue comprada por el empresario estadounidense Richard Gimbel. Cuando Gimbel murió en 1970, su colección de efímeras de Poe, incluido Grip, quedó en manos del Departamento de Libros Raros de la Biblioteca Libre de Filadelfia.
Grip pasó 20 años almacenada en la Biblioteca Libre de Filadelfia, escondida en un armario debajo de un lienzo con la etiqueta "El pájaro más famoso del mundo". Se sometió a una extensa restauración en 1993 en la Academia de Ciencias Naturales de la Universidad Drexel. Los cadáveres disecados de 12 escarabajos se encontraron en sus garras y en el recinto. Al menos uno de los escarabajos era un escarabajo cigarrillo (Lasioderma serricorne). El cuervo fue fumigado y liofilizado antes de ser devuelto a la biblioteca. Grip se encuentra actualmente en exhibición en el Departamento de Libros Raros en el tercer piso de la Biblioteca Libre de la Biblioteca Central Parkway de Filadelfia. Se sienta al otro lado del pasillo de una lápida montada para Dick, otro pájaro mascota de Dickens, un canario, que fue enterrado en Gads Hill Place en Kent. Durante una visita a la biblioteca, el tataranieto de Charles Dickens, Gerald Charles Dickens, la señaló y dijo: "Mira esa bestia, es aterradora".

## Legado
Grip fue nombrado Monumento Literario por la American Library Association en 1999.
Además de los dos cuervos posteriores de Dickens a los que se les dio el mismo nombre, muchos cuervos llevan el nombre de Grip. Tres de los Cuervos de la Torre de Londres han sido nombrados por Grip, el último en 2012.
Marilyn Singer escribió un libro para niños sobre Grip, A Raven Named Grip: How a Bird Inspired Two Famous Writers, Charles Dickens and Edgar Allan Poe en 2021.